# Woimbey
Woimbey ist eine französische Gemeinde mit 130 Einwohnern (Stand: 1. Januar 2022) im Département Meuse in der Region Grand Est (bis 2015 Lothringen). Sie gehört zum Arrondissement Commercy und zum Gemeindeverband Aire à l’Argonne.

## Geografie
Die Gemeinde Woimbey liegt an der Maas, etwa 23 Kilometer südlich von Verdun. Umgeben wird Woimbey von den Nachbargemeinden Troyon im Norden, Lacroix-sur-Meuse im Osten, Bannoncourt im Südosten, Lahaymeix und Thillombois im Südwesten sowie Bouquemont im Nordwesten.

## Geschichte
Der Ortsname entwickelte sich von Wimbeia (Ersterwähnung im Jahr 973) über Wimbea (984), Imberes (1047), Imbeia (1049), Vuembeye (1180), Wymbée (1228), Wimbée (1280), Winbeii-castrum (1580), Vuymbey (1585), Wimbey (1587), Wimbeyum (1642), Wimbays (1656), Wambasius (1717), Wimbæum (1738), Wimbais bzw. Wambais (1745), Weymbey, Weimbey bzw. Wimbay (1756) zum noch heute gebräuchlichen Woimbey (seit 1793).

### Bevölkerungsentwicklung
| Jahr      | 1962 | 1968 | 1975 | 1982 | 1990 | 1999 | 2006 | 2013 | 2022 |
| Einwohner | 195  | 186  | 156  | 120  | 120  | 106  | 108  | 119  | 130  |

Im Jahr 1836 wurde mit 517 Bewohnern die bisher höchste Einwohnerzahl ermittelt. Die Zahlen basieren auf den Daten von cassini.ehess und INSEE.

## Sehenswürdigkeiten
- Kirche Saint-Rémi
- Wasserturm

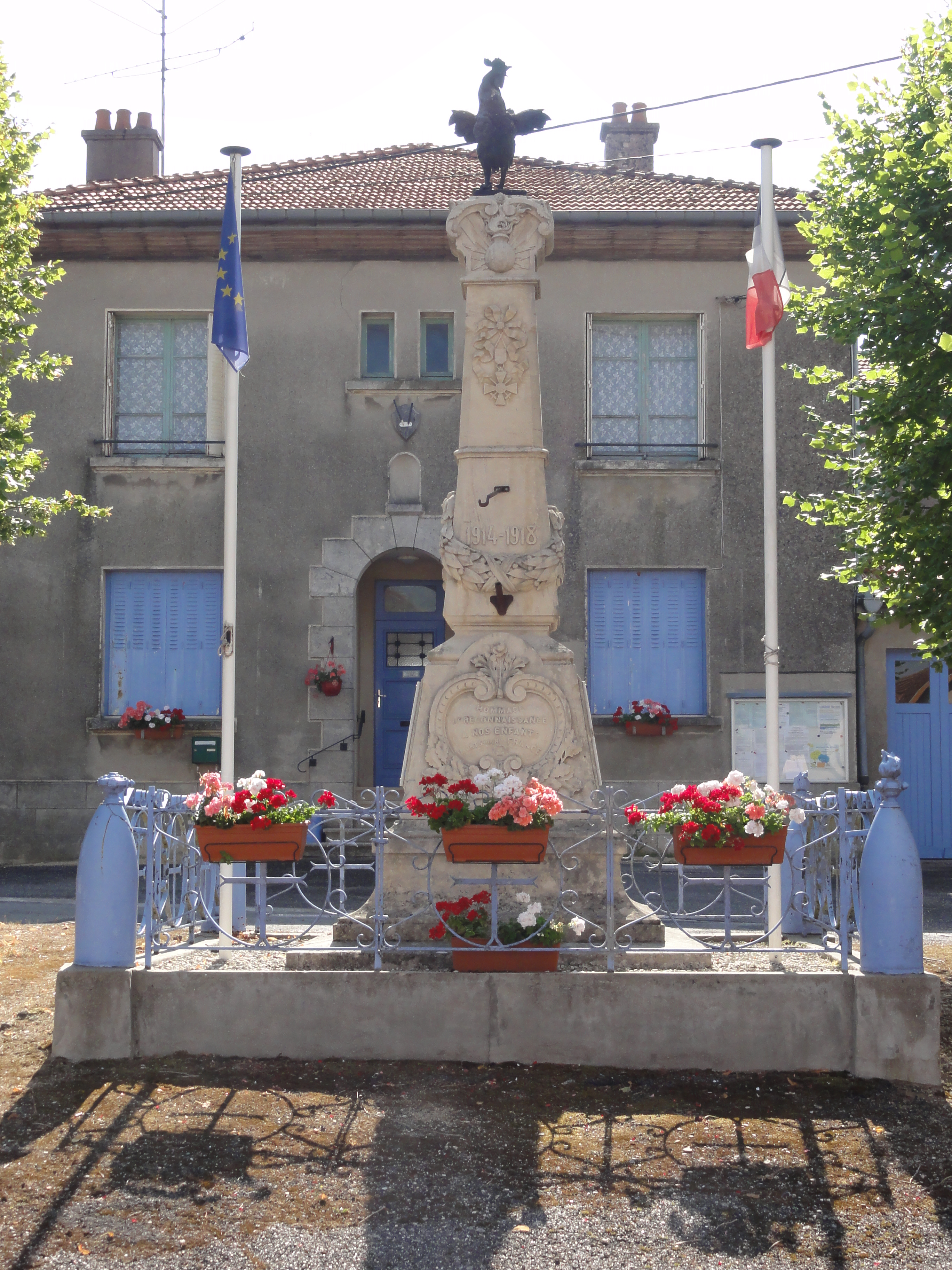
Rathaus (Mairie) und Gefallenendenkmal
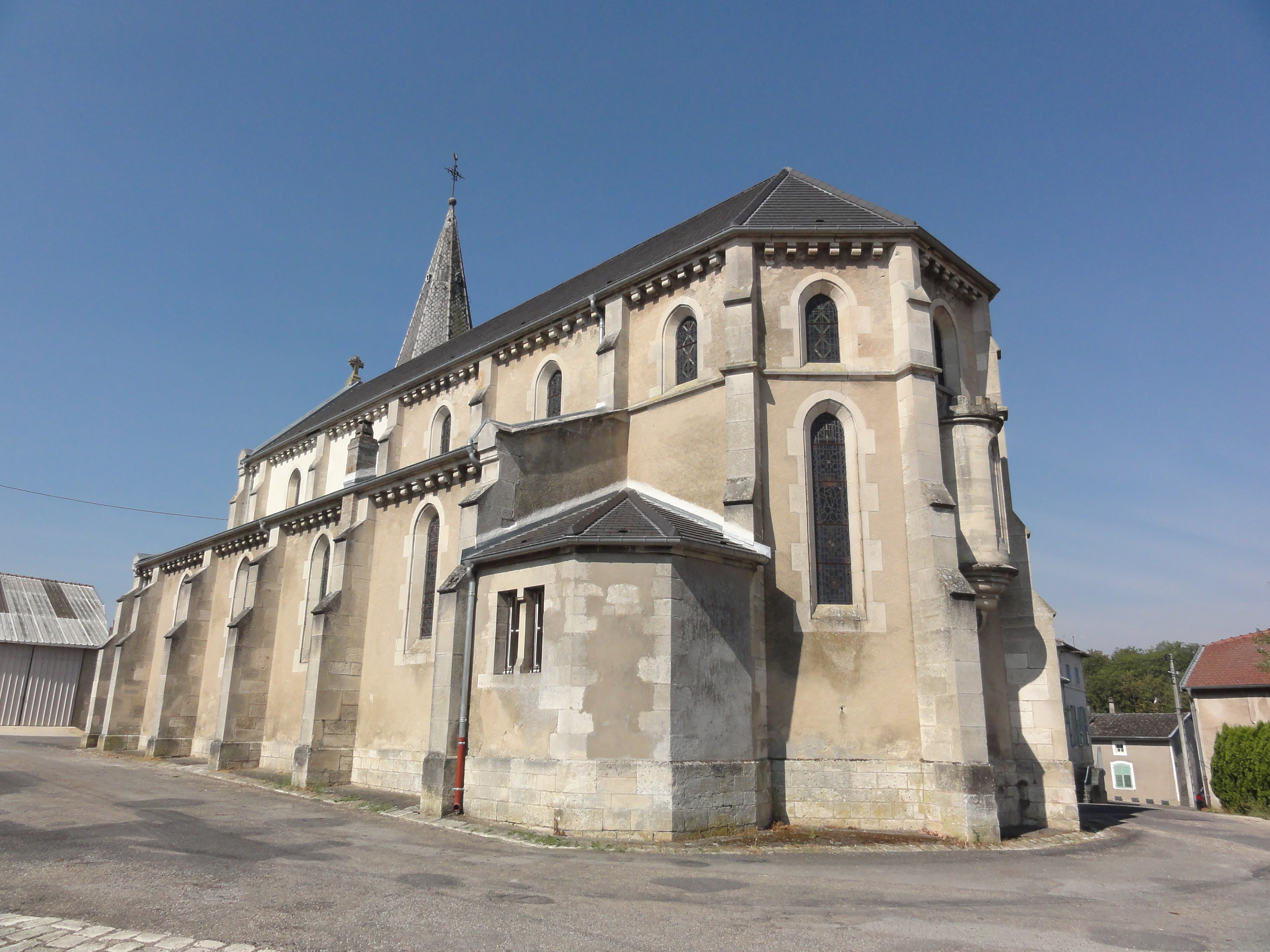
Kirche Saint-Rémi

## Wirtschaft und Infrastruktur
In der Gemeinde Woimbey sind acht Landwirtschaftsbetriebe ansässig (Getreideanbau, Milchwirtschaft, Rinderzucht).
Durch die Gemeinde Woimbey führt die Fernstraße D 34 von Verdun nach Saint-Mihiel. 25 Kilometer nördlich von Woimbey besteht ein Anschluss an die Autoroute A 4. Durch das Gemeindegebiet von Woimbey führt die Hochgeschwindigkeits-Bahnlinie LGV Est européenne; 13 Kilometer westlich befindet sich mit dem Bahnhof Meuse TGV der nächstgelegene Bahnhof.

## Belege
1. ↑  Dictionnaire topographique de la France (Memento des Originals vom 20. Dezember 2016 im Internet Archive)  Info: Der Archivlink wurde automatisch eingesetzt und noch nicht geprüft. Bitte prüfe Original- und Archivlink gemäß Anleitung und entferne dann diesen Hinweis. (französisch)
2. ↑  Woimbey auf cassini.ehess
3. ↑  Woimbey auf INSEE
4. ↑  Landwirtschaftsbetriebe auf annuaire-mairie.fr (französisch)